# Roland Emmerich
Roland Emmerich (Stuttgart, Baden-Württemberg, 10 de Novembro de 1955) é um cineasta, roteirista e produtor alemão que fez em sua maioria filmes de catástrofe, ficção científica e de ação. Seus filmes geraram lucros de mais de US$3 bilhões de dólares mundo afora, mais do que qualquer outro diretor europeu. Seus filmes já lucraram pelo menos US$1 bilhão de dólares nos Estados Unidos, fazendo dele o 14º diretor mais rentável do cinema americano. Ele começou sua carreira na indústria cinematográfica trabalhando no filme The Noah's Ark Principle como parte de uma tese para faculdade e também co-fundou a Centropolis Film Productions em 1985 com sua irmã. Ele é um colecionador de artes, e sendo abertamente gay, é um militante ativo da comunidade LGBT, mais tarde realizando um filme sobre a rebelião de Stonewall, Stonewall (2015). Ele também é um militante ativo em assuntos como aquecimento global e igualdade.

## Filmografia
Como diretor
- 2022 - Moonfall
- 2019 - Midway
- 2016 - Independence Day: Resurgence
- 2015 - Stonewall
- 2013 - White House Down
- 2011 - Anonymous
- 2009 - 2012
- 2008 - 10.000 A.C.
- 2004 - O Dia Depois de Amanhã
- 2000 - O Patriota
- 1998 - Godzilla
- 1996 - Independence Day
- 1994 - Stargate
- 1992 - Soldado Universal
- 1990 - Estação 44 - O Refúgio dos Exterminadores
- 1987 - A Caça aos Fantasmas
- 1985 - Joey - Fazendo Contato
- 1984 - Das arche Noah prinzip
- 1979 - Franzmann

Produção executiva
- 2011 - Hell
- 2005 - King Tut
- 2002 - Eight Legged Freaks
- 1991 - Eye of the Storm

## Prémios e nomeações
- Ganhou o Prémio de Melhor Realizador - Voto Popular, no European Film Awards, por "Godzilla" (1998).
- Recebeu uma nomeação de Pior Realizador, à Framboesa de Ouro, por "Godzilla" (1998).
- Recebeu uma nomeação de Pior Argumento, à Framboesa de Ouro, por "Godzilla" (1998).
- Recebeu uma nomeação de Pior Argumento de Filme que arrecadou mais de 100 Milhões de dólares, por "Independence Day" (1996).